# Heinz Rühl
Heinz Rühl (* 12. August 1918 in Halle an der Saale; † 9. September 1993 in Voerde (Niederrhein), Nordrhein-Westfalen) war ein Richter am Oberlandesgericht in Düsseldorf und Heimatfreund seiner Heimatstadt Voerde (Niederrhein).

## Leben
Nach dem Studium der Rechtswissenschaften und dem Kriegsdienst zog er von Halle in die Heimat seiner Väter nach Voerde. Dort heiratete er Lydia Dehnen.
Er trat in den richterlichen Dienst des Landes Nordrhein-Westfalen und arbeitete zuletzt als Richter am Oberlandesgericht Düsseldorf.
Seit seiner Jugend interessierte er sich für die Landeskunde und die Heimatforschung. Ehrenamtlich engagierte er sich im Bereich der Evangelischen Kirche im Rheinland und der Bürgergemeinde. So war er 32 Jahre Ältestenprediger, viele Jahre Presbyter und Kirchmeister sowie Mitglied der Kreissynode, des Kreissynodalvorstandes und der Landessynode der Evangelischen Kirche im Rheinland.
Über sein kirchliches Engagement hinaus war er Vorsitzender des Heimatvereins Voerde sowie Mitgründer und zeitweilig Vorsitzender des Vereins Haus Voerde. Er war Mitglied der Otto-Pankok-Gesellschaft und des Lions-Club Voerde.
In Anerkennung seiner Verdienste um die Denkmalpflege und die Förderung des Heimatgedankens wurde ihm 1984 der Rheinlandtaler des Landschaftsverbandes Rheinland verliehen.
Der Bundespräsident verlieh ihm im selben Jahr das Bundesverdienstkreuz des Verdienstordens der Bundesrepublik Deutschland.
Der Heimatverein Voerde verlieh ihm im Jahr 1990 für seine Verdienste um die Heimat- und Brauchtumspflege den Heimatpreis verbunden mit dem „Voerder Vogel“.
Heinz Rühl starb am 9. September 1993. Aus seinem Nachlass entstand die „Lydia und Heinz Rühl Stiftung“. Zweck der Stiftung ist die Förderung der Heimatpflege, die Förderung der juristischen, historischen und theologischen Wissenschaft, sowie der Kunst und Kultur.